# Wilhelm Klein (Theologe)
Johann August Wilhelm Klein SJ (* 24. März 1889 in Traben an der Mosel; † 7. Januar 1996 in Münster in Westfalen) war ein deutscher römisch-katholischer Theologe und Spiritual. Als Spiritual am Germanikum und danach als Seelsorger prägte er wesentlich eine Generation von Theologen sowie von Männern und Frauen des kirchlichen und öffentlichen Lebens. „Beeinflusst von G. W. F. Hegel und in sokratischer Manier lehrte er, durch alle „äußere“, „zweideutige“ Wirklichkeit, auch die des „Bösen“, hindurch, den Blick auf die „eigentliche Wirklichkeit“, nämlich die Präsenz der „reinen Schöpfung“ zu richten, die gegen allen Augenschein überall am Werk ist.“ Sein radikales Wirklichkeits- und Gottesverständnis spricht Wilhelm Klein auch in einem von Nikolaus Wyrwoll herausgegebenen Filmdokument in dem Satz aus: „Gott – die alles in allen wirkende Liebe.“

## Leben und Wirken
Wilhelm Klein wurde als das fünfte von zehn Kindern des Eisenbahners Wilhelm Klein und seiner Frau Katharina, geb. Goergen, geboren. Aufgewachsen ist er in einem kleinen Reihenhaus in Trier. Wie vier seiner Brüder entschied er sich für die Priesterlaufbahn. Klein studierte Philosophie und Katholische Theologie zunächst an der Universität Trier, dann an der Päpstlichen Universität Gregoriana und wurde als Seminarist für das Bistum Trier im Germanikum ausgebildet. Am 28. Oktober 1912 empfing er (mit besonderer Dispens, weil er noch zu jung war) durch Kardinal Respighi die Priesterweihe. Zunächst kehrte er in seine Heimatdiözese zurück, wo er 1913 für kurze Zeit Kaplan war. Am 14. September 1913 trat er in ’s-Heerenberg ins Noviziat der Gesellschaft Jesu ein.
Im Ersten Weltkrieg diente er als Divisionspfarrer und wurde Ende September 1918 schwer verwundet. Es folgten weitere Studien in Rom und an der Albert-Ludwigs-Universität Freiburg, wo er 1922 bei Josef Geyser promovierte. Korreferent war Edmund Husserl. Die Dissertation mit dem Titel „Die erkenntnistheoretische Kontroverse zwischen Nikolaus von Autrecourt und Bernhard von Arezzo. Ein Beitrag zur Darstellung der Problementwicklung in der Scholastik“ wurde nicht veröffentlicht.
Von 1922 bis 1929 war er Professor für Philosophie (ab 1925 auch Spiritual) an der jesuitischen Ausbildungsstätte in Valkenburg aan de Geul, wo er 1924 auch seine Ordensgelübde ablegte. Von 1929 bis 1932 wirkte er als Rektor, Regens und Professor der Philosophisch-Theologischen Hochschule Sankt Georgen in Frankfurt am Main. Ab 1932 findet man ihn sechs Jahre hindurch als Provinzial in Köln (1934/35 auch in Japan). 1938 nahm er an der Generalkongregation der Jesuiten in Rom teil. Anschließend kehrte er wieder nach Valkenburg zurück, wo er das Amt des Rektors übernahm. Er blieb dort bis zur Aufhebung des Kollegs durch die Gestapo am 7. Juli 1942. In den folgenden Jahren des Zweiten Weltkrieges (bis 1945) war P. Klein als Exerzitienmeister für Ordensleute im Erzbistum Paderborn tätig. Nach dem Krieg wurde er bis 1948 als Professor und Spiritual ins Priesterseminar Hildesheim geschickt. Noch einmal nahm er 1946 als Delegierter an der 29. Generalkongregation der Jesuiten in Rom teil.
Von 1948 bis 1961 war P. Klein Spiritual im Collegium Germanicum et Hungaricum in Rom. In deutlich spürbarer Weise inspirierte er dort eine Theologengeneration, aus der viele an wichtigen kirchlichen Stellen sozusagen „Multiplikatoren“ des Glaubens wurden. Fast alle betonen, dass P. Klein die entscheidende Prägegestalt ihres Lebensweges war, was freilich nicht ausschließt, dass sie sich unterschiedlich entwickelt haben. Zu seinen „Zöglingen“ gehörten die späteren Kardinäle Karl Lehmann und Friedrich Wetter, die Bischöfe Ludwig Averkamp, Lajos Kada, Anton Schlembach sowie die Professoren Gottfried Bachl, Gisbert Greshake, Peter Hünermann und Hans Küng.
1961 wurde P. Klein ins Paulushaus nach Bonn versetzt, wo er bis 1988 lebte und wirkte, zunächst bis 1966 als Superior (Oberer) und dann einfach als Exerzitienbegleiter, Prediger und Seelsorger. Im Jahre 1988 zog P. Klein dann ins Seniorenheim seines Ordens nach Münster um, was für ihn keineswegs problemlos und selbstverständlich war. 1989 erlebte er dort im Haus Sentmaring seinen 100. Geburtstag und am 28. Oktober 1992 den Jubiläumsgottesdienst zum 80. Jahrestag seiner Priesterweihe, der wiederum viele Freunde und Verwandte um ihn scharte. Darunter war auch der päpstliche Nuntius Lajos Kada, der in seiner Ansprache auszudrücken versuchte, was P. Klein so jung bleiben ließ: „Offenheit und Mut, Verständnis und ein großes Herz, in dem Vieles und Viele Platz haben. Vor allem aber auch ein Geist und ein Intellekt, der sich nicht mit vorletzten und vorläufigen Antworten zufrieden gibt“. Mehrere Zeitungen und das Fernsehen berichteten über dieses Jubiläum.
Außer seiner Dissertation schrieb er keine weiteren Texte. „Meine Bücher – das seid Ihr!“, pflegte er zu sagen. Mitschriften (und Manuskripte) geistlicher Abendvorträge (Punkte, Exhorten) sind zum großen Teil erhalten.
Karl Rahner erwog in verschiedenen Gesprächen, ob Klein mit seinen theologischen Anstößen nicht vielleicht der bedeutendste katholische Theologe dieses Jahrhunderts sei.